# Bengt Waller
Bengt Göran Waller (* 12. August 1935 in Göteborg; † 21. November 2021 ebenda) war ein schwedischer Regattasegler.

## Werdegang
Bengt Waller belegte zusammen mit Christian Vinge bei den Olympischen Spielen 1960 in Rom den 24. Platz in der Regatta mit dem Flying Dutchman.